# Neuenbergtunnel
Der Neuenbergtunnel ist ein 761 m langer Eisenbahntunnel der Schnellfahrstrecke Mannheim–Stuttgart auf dem Gebiet der baden-württembergischen Gemarkung Bruchsal.

## Verlauf
Das Bauwerk unterfährt zwischen Oberacker und Heidelsheim den bewaldeten Höhenrücken Großer Wald zwischen dem Kraich- und dem Saalbachtal. Die Röhre nimmt zwei Gleise auf, die mit einer Geschwindigkeit von 250 km/h befahren werden können.
Das Nordportal liegt (Stand: 1986) bei Streckenkilometer 50,878, das Südportal bei km 51,639. Die Trasse verläuft im Tunnel gerade.
Die Gradiente steigt vom Nordportal (Schienenoberkante auf einer Höhe von 199,46 m ü. NN) zum Südportal hin kontinuierlich an: zunächst (bis km 51,312) mit 12,401 Promille, anschließend mit 6,0575 Promille. Am Südportal liegt die Schienenoberkante auf einer Höhe von 206,63 m. Die Überdeckung liegt bei bis zu 21 m.
Unterfahren werden, im nördlichen und südlichen Drittel, Deckschichten des Quartärs mit Gipskeuper, im mittleren Drittel wurde der Tunnel mit Ablagerungen überdeckt. Dieser Teil ist Teil der Erddeponie Großer Wald, in die etwa 1,2 Millionen Kubikmeter Massen auf einer Fläche von 15,5 Hektar eingebracht wurden. Die Herstellungskosten wurden um 1986 auf 4,5 Millionen D-Mark geschätzt.

## Geschichte

### Planung
Anfang 1983 war das Bauwerk mit einer Länge von 762 m geplant gewesen.

### Bau
Zwischen Dezember 1985 und Ende 1986 wurde zunächst ein 255 m langer Schutzdeckel für den späteren Mittelabschnitt des Tunnels angelegt. Die dortige Talmulde Großer Wald, zwischen Kraichbach- und Saalbachtal, wurde anschließend mit rund 1,2 Millionen Kubikmetern Überschussmassen verfüllt. Diese Massen stammten aus den Tunnelbauten und Einschnitten zwischen der Talbrücke Oberbruch und dem Simonsweingartentunnel. Das Gelände wurde anschließend wieder aufgeforstet.
Der Anschlag wurde am 27. März 1987 gefeiert, der Durchschlag am 11. Mai 1988.
Als Tunnelpatin fungierte Carla Doll, die Gattin des damaligen Bruchsaler Oberbürgermeisters.
Der Tunnel wurde im Rohbau Mitte 1989 fertiggestellt.
Mit dem Bau beauftragt war die ARGE Neuenbergtunnel aus den Unternehmen Beton- und Monierbau (Stuttgart) und Wix & Liesenhoff (Stuttgart). Das Bauwerk wurde durch österreichische Mineure vorgetrieben.
Die Gesamtherstellungskosten für das Bauwerk betrugen 33 Mio. DM. Fortgeschrieben mit dem Verbraucherpreisindex entspricht dies nach heutigem Preisstand etwa 35.000.000 Euro.

### Inbetriebnahme
Der Tunnel ging mit der Aufnahme des regulären Betriebs auf der Strecke am 2. Juni 1991 in Betrieb.

## Bautechnik
Der Ausbruchsquerschnitt lag bei etwa 148 m². Die bergmännischen Abschnitte wurden durchgehend in Spritzbetonbauweise errichtet. Sie erhielten eine Außenschale von mindestens 30 cm Stärke. Die wasserundurchlässige Innenschale weist eine Dicke von 50 cm auf.